# Denis (Vorname)
Denis ist ein männlicher Vorname, ursprünglich eine französische Kurzform des Vornamens Dionysios. Im Englischen und Deutschen ist auch die Variante Dennis verbreitet.

## Namensträger
- Denis Belloc (1949–2013), französischer Schriftsteller
- Denis Berger (* 1983), österreichischer Fußballspieler
- Denis Bouanga (* 1994), gabunischer Fußballspieler
- Denis Brennan (* 1945), irischer römisch-katholischer Bischof
- Denis Cuspert (1975–2018), deutscher IS-Terrorist
- Denis Dembélé (* 1978), ivorischer Fußballschiedsrichter
- Denis Diderot (1713–1784), französischer Schriftsteller
- Denis Epstein (* 1986), deutscher Fußballspieler
- Denis Fonwisin (1745–1792), russischer Satiriker und Komödiendichter
- Denis Hart (* 1941), australischer römisch-katholischer Erzbischof
- Denis Häußer (* 1974), deutscher Politiker (AfD)
- Denis Howell (* 1994), deutscher E-Sportler
- Denis Hollenstein (* 1989), Schweizer Eishockeyspieler
- Denis Johnson (1949–2017), US-amerikanischer Schriftsteller

- Denis Sergejewitsch Kostin (* 1995), russischer Eishockeytorwart
- Denis Walerjewitsch Kostin (* 1994), russischer E-Sportler
- Denis Leary (* 1957), US-amerikanischer Komiker und Schauspieler
- Denis Milo (* 20. Jahrhundert), deutscher Opernsänger
- Denis Moschitto (* 1977), deutscher Filmschauspieler
- Denis Pfabe (* 1986), deutscher Schriftsteller
- Denys Prytschynenko (* 1992), ukrainischer Fußballspieler
- Denis Scheck (* 1964), deutscher Literaturkritiker und Kulturjournalist
- Denis Strebkow (* 1990), russischer Pokerspieler
- Denis Tahirović (* 1985), kroatischer Fußballspieler
- Denis Ten (1993–2018), kasachischer Eiskunstläufer
- Denis Thatcher (1915–2003), Ehemann der britischen Premierministerin Margaret Thatcher
- Denis Trento (1982–2024), italienischer Skibergsteiger
- Denis Vaucher (1898–1993), Schweizer Offizier und Skisportler
- Denis Zachaire (1510–1556), französischer Alchemist
- Denis Zakaria (* 1986), Schweizer Fußballspieler